# Tour Sequana
Tour Sequana (Tour Mozart) ist der Name eines Wolkenkratzers in der Bürostadt Val de Seine im Pariser Vorort Issy-les-Moulineaux.
Es ist 100 Meter hoch und bietet Platz für 2.720 Personen. Es wurde von Arquitectonica mit dem Designbüro Arup Sustainable Design gebaut und am 14. September 2010 eingeweiht.
Der von Bouygues Construction gebaute Turm ist HQE-zertifiziert, indem fünf HQE-Ziele gezählt werden, die mit dem Niveau „Hochleistung“ erreicht wurden, und sechs HQE-Ziele, die mit dem Niveau „Durchschnittliche Leistung“ erreicht wurden.
Alle Geräte sollten es dem Turm ermöglichen, 50 % gegenüber dem Energieverbrauch herkömmlicher Büros oder CO2-Emissionen von 12 kg / m² pro Jahr einzusparen.
2007 gewann Bouygues Immobilier den Grand Prix Eco Building Performance in der Kategorie "Very High Building" und belohnte die Energie- und Umweltqualität seines Turms.